# Jackson Stewart (wielrenner)
Jackson Stewart (Los Gatos, 30 juni 1980) is een Amerikaans voormalig wielrenner. Anno 2015 is hij ploegleider bij BMC Racing Team, de ploeg waar hij tussen 2007 en 2010 vier seizoenen voor reed.

## Overwinningen
2003
16e etappe International Cycling Classic
 Amerikaans kampioen koppelkoers, Elite (met Erik Saunders)
2004
2e etappe Central Valley Classic
2006
Lancaster Classic
13e etappe International Cycling Classic
2007
2e etappe deel B Giro della Regione Friuli Venezia Giulia (ploegentijdrit)
2009
San Jose Cycling Classic
2e etappe Redlands Bicycle Classic

## Resultaten in voornaamste wedstrijden
| Jaar | Ronde van Vlaanderen | Parijs-Roubaix | Luik-Bast.‑Luik |  | WK op de weg |
| ---- | -------------------- | -------------- | --------------- |  | ------------ |
| 2006 |                      |                |                 |  | opgave       |
| 2007 |                      |                |                 |  |              |
| 2008 |                      |                |                 |  |              |
| 2009 |                      | opgave         |                 |  |              |
| 2010 | opgave               | opgave         | opgave          |  |              |